# Дезоксирибоза
Дезоксирибозата, по-конкретно 2-дезоксирибозата, е монозахарид с линейна формула H-(C=O)-(CH2)-(CHOH)3-H. Името ѝ показва, че е дезоксизахарид, тоест получен от монозахарида рибоза чрез загубата на един кислороден атом.

## Структура
Съществуват няколко изомера с формулата H-(C=O)-(CH2)-(CHOH)3-H, но при дезоксирибозата всички хидроксилни групи са от една и съща страна при Фишерова проекция. Термина 2-дезоксирибоза може да се отнася и за всеки от дватата енантиомера: важната природна D-2-дезоксирибоза и рядко срещаната огледална форма L-2-дезоксирибоза.D-2-
Дезоксирибоза е прекурсор на нуклеиновата киселина ДНК. 2-дезоксирибозата е алдопентоза, тоест, монозахарид с пет въглеродни атома и има алдехидна функционална група.
Във воден разтвор, дезоксирибозата съществува като смес от три форми: линейната H-(C=O)-(CH2)-(CHOH)3-H и двете пръстенни форми, дезоксирибофураноза („C3'-край“), с пет-членен пръстен, и дезоксирибопираноза („C2'-край“), с шест-членен пръстен. В разтвора доминира пиранозната форма (докато фуранозната е доминантна при рибозата).

## Биологично значение
Като компонент на ДНК, 2-дезоксирибозата има изключително важна роля в живите организми. Молекулата на ДНК, която е отговорна за съхраняването на генетичната информация, е изградена от дълга верига от дезоксирибозни единици свързани чрез фосфатни остатъци, структурни единици наречени нуклеозиди. Тези нуклеозиди са свързани чрез 1'С атом на дезоксирибозата за хетероциклени бази (обикновено аденин, тимин, гуанин или цитозин) формирайки основната структурна единица на ДНК нуклеотидите.
Отсъствието на 2' хидроксилна група в дезоксирибозата е причината за повишената механична пластичност на ДНК в сравнение с РНК, което от своя страна убеспечава компактизирането („опаковане“) на огромното количество ДНК в малките клетъчни ядра на еукариотите. Освен това двойно верижната ДНК обикновено е много по-дълга от РНК.
Други биологично важни деривати на дезоксирибоза са моно-, ди- и трифосфатите като АТФ, ГТФ и др., както и цикличните 3'-5' монофосфати като цАМФ.

### Биосинтеза
Дезоксирибозата се получава от рибозо 5-фосфат, чрез процес на дезоксигениране катализиран от редуктазния ензим рибонуклеотид редуктаза.

## История
Дезоксирибозата е открита през 1929 от Phoebus Levene.